# 字游工房
字游工房（日语：／ Jiyū kōbō */?），是日本一家字體開發與製作企業，公司位於東京都新宿區高田馬場。

## 公司概況
該公司集合了前寫研公司三位照排技術能手——鈴木勉、鳥海修、片田啟。三人最初於1989年在澀谷區的惠比壽設立公司，後遷至現址。

## 代表作品
- Hiragino
- 游教科書體（與日本最大教科書出版企業東京書籍共同開發）
- 游明朝體
- 游黑體

## 外部連結
- 字游工房（页面存档备份，存于）